# Globicornis bifasciata
Globicornis bifasciata is een keversoort uit de familie spektorren (Dermestidae). De wetenschappelijke naam van de soort werd in 1866 gepubliceerd door Jean Pierre Omer Anne Édouard Perris.